# Vladislav Tretiak
Pour les articles homonymes, voir Tretiak.
Temple de la renommée : 1989
Temple de la renommée de l'IIHF : 1997
Temple de la renommée russe : 2004
Vladislav Aleksandrovich Tretiak — en russe Владисла́в Алекса́ндрович Третья́к — (né le 25 avril 1952 à Dmitrov en URSS, aujourd'hui ville de Russie) est un gardien de but de hockey sur glace.
Il évolue avec le CSKA Moscou dans le championnat d'URSS de hockey sur glace entre 1968 et 1984 pour 482 matchs ; il remporte alors douze titres de champions d'URSS et désigné cinq fois meilleur joueur de la compétition. Membre de l'équipe nationale entre 1969 et 1984, il est le gardien le plus utilisé avec 291 matchs joués avec le maillot soviétique sur le dos. Il remporte dix titres de champions du monde et trois titres olympiques.
Par la suite, Tretiak devient membre du parlement russe à Moscou, la Douma puis président de la Fédération de Russie de hockey sur glace. Il est le tout premier joueur russe à être admis au Temple de la renommée du hockey en 1989, Anatoli Tarassov étant admis en 1974 en tant que bâtisseur. En 2008, la Fédération internationale de hockey sur glace désigne l'équipe type de son centenaire et Tretiak en fait partie au poste de gardien de but.

## Biographie

### Son enfance
Tretiak est né le 25 avril 1952 dans la ville de Dmitrov en Union des républiques socialistes soviétiques. Il est issu d'une famille ukrainienne, ses parents venant de Soumy. Son père sert pendant 37 ans en tant que pilote dans l'armée de l'air alors que sa mère enseigne l'éducation physique. Il est bon dans la majorité des sports qu'il pratique et cherche toujours à exceller dans leur pratique mais un jour il découvre la crosse utilisée par sa mère dans sa jeunesse pour jouer au hockey sur gazon. Il prend possession de la crosse de sa mère pour pousser des cailloux dans son jardin et tombe amoureux du hockey sur glace. À l'âge de 11 ans, il rejoint la section sport étude du CSKA Moscou. Sous la direction de Vitaly Erfilov, il tente d'abord sa chance en tant qu'attaquant mais voyant que personne ne veut jouer au poste de gardien de but, il décide de saisir sa chance. Il reçoit sa première blessure à douze ans quand il prend un palet de hockey dans le front ; craintif de se faire renvoyer de l'équipe, il ne se plaint pas du coup.

### Les premiers titres
Vladislav Tretiak fait toutes ses classes au sein du CSKA et en décembre 1967, il participe pour la première fois à une compétition internationale avec l'équipe d'URSS au cours du championnat d'Europe junior 1967-1968. L'URSS se classe deuxième du tournoi, ne concédant qu'une défaite contre la Tchécoslovaquie, champion invaincu. La même année, l'équipe du CSKA compte trois gardiens mais l'entraîneur de l'équipe, Anatoli Tarassov, décide d'en prendre un quatrième afin de rendre les entraînements plus efficaces. Tretiak participe ainsi dès ses 15 ans aux entraînements de l'équipe première.
Il fait ses débuts dans le championnat d'URSS en 1968-1969 participant à trois rencontres alors que son équipe finit deuxième derrière le club du Spartak Moscou. Tretiak passe le reste de la saison avec l'équipe moins de 19 ans du CSKA ; elle finit première du championnat et il est élu meilleur gardien de la saison. Au cours de cette même saison, en décembre, il joue une nouvelle fois le championnat d'Europe junior mais cette fois, l'URSS est sacrée championne avec quatre victoires et un match nul contre la Tchécoslovaquie.
Dès la saison suivante, en 1969-1970, il remporte son premier titre de champion d'URSS en jouant 34 des 44 rencontres de la saison. Le CSKA finit la saison avec 10 points d'avance sur le Spartak. En décembre 1969, il n'a que 17 ans mais fait ses débuts avec l'équipe nationale senior à l'occasion du Tournoi des Izvestia, une compétition internationale organisée à Moscou. Il rentre en cours de match contre la Finlande puis joue toute la rencontre contre le Canada,. Il gagne également en janvier un nouveau titre de Championnat d'Europe junior. Sa saison se termine avec le championnat du monde 1970 et une nouvelle médaille d'or,.
En janvier 1971, Tretiak remporte son troisième titre de champion d'Europe junior en permettant à l'URSS d'être invaincu ; il est élu dans l'équipe type de la compétition et est le meilleur gardien du championnat d'Europe. À la fin de la saison 1970-1971, le portier du CSKA est élu dans l'équipe type du championnat national avec un nouveau titre pour son équipe puis il remporte la médaille d'or au championnat du monde.
Les Jeux olympiques d'hiver de 1972 ont lieu à Sapporo au Japon et les Soviétiques ne concèdent qu'un match nul 3-3 contre la Suède contre quatre victoires pour remporter leur quatrième médaille d'or olympique depuis leur première participation en 1956, une première pour Tretiak. Quelques mois plus tard, le CSKA et Tretiak gagnent un troisième championnat consécutif. Du côté international, l'équipe nationale se classe deuxième du champion du monde en perdant le titre au profit du pays hôte, la Tchécoslovaquie.

### La Série du Siècle
Depuis les débuts du hockey sur glace, les Canadiens sont persuadés d'être les meilleurs joueurs au monde. En 1954, les Soviétiques participent pour la première fois au championnat ; en battant le Canada sur le score de 7-2, l'URSS remporte la première médaille d'or d'une longue série. Cependant, les analystes canadiens affirment que la domination soviétique est logique car les équipes du Canada participant aux compétitions internationales sont composés de joueurs amateurs. Les professionnels, ceux qui évoluent dans la Ligue nationale de hockey, sont meilleurs.
En 1972, un accord est trouvé entre les deux nations pour jouer une série de huit rencontres au mois de septembre, quatre au Canada et quatre en URSS. Les dirigeants de l'équipe Canada se rendent à Moscou en août 1972 pour voir leurs futurs adversaires. Ils reviennent confiants en la victoire canadienne et écrivent même que le gardien de 20 ans de l'équipe soviétique, Tretiak, a tout juste le niveau d'un gardien de but junior de deuxième rang. Ils ignorent cependant que lors du match qu'ils voient, l'équipe soviétique est divisée en deux, Tretiak gardant l'équipe la plus faible des deux et que surtout le jeune gardien se mariant quelques jours plus tard, il n'est pas très concentré. Les dirigeants canadiens ne suivent que deux rencontres des Soviétiques alors que de son côté, Boris Koulaguine, l'adjoint de l'entraîneur soviétique Vsevolod Bobrov, assiste pendant deux semaines à tous les entraînements du Canada. Bobrov visionne l'intégralité des matchs des séries éliminatoires de la Coupe Stanley 1971 et 1972.
Le premier match de la série a lieu le 2 septembre au Forum de Montréal et avant le début de la rencontre, Jacques Plante vient donner des conseils à Tretiak dans les vestiaires. Après deux minutes de jeu, les Canadiens mènent sur le score de 2-0 et leurs partisans s'attendent à les voir gagner le match 15-0. Les Soviétiques, bien préparés par Bobrov, savent qu'ils ne doivent pas paniquer et ils inscrivent quatre buts consécutifs. À la fin du match, le score est de 7-3 pour les Soviétiques. Les joueurs de la LNH se reprennent pour le deuxième match, jouent un match beaucoup plus physique et l'emportent 4-1. Le portier soviétique est désigné meilleur joueur des siens.
Les deux équipes se partagent la troisième date de la série avec un match nul 4-4. Tretiak est une nouvelle fois élu meilleur joueur soviétique,. Le dernier match joué au Canada de la série est une nouvelle victoire des Soviétiques sur le score de 5-3 et Tretiak frustre une nouvelle fois les Canadiens en faisant pas moins de 21 arrêts lors du dernier tiers-temps.
La série reprend deux semaines après le précédent et après deux tiers-temps, les visiteurs du Canada mènent 3-0 et pensent avoir trouvé la solution. Ils ne parviennent pas à tenir le score et s'inclinent 5-4. Le sixième match voit la victoire du Canada 3-2 même si la partie est surtout marquée par la blessure de Valeri Kharlamov à la suite d'un coup de crosse volontaire de Bobby Clarke pour le blesser. Le Canada parvient à enchaîner et remporte finalement les deux rencontres suivantes 4-3 et 6-5 dont le dernier but à 34 secondes de la fin du match. Même s'ils sont battus, les Soviétiques viennent de réussir à faire comprendre au Canada et à l'ensemble du monde qu'ils existent et qu'ils savent jouer au hockey.

### La suite de sa carrière
De retour au championnat, le CSKA continue à dominer les autres équipes avec 24 victoires, quatre défaites et deux matchs nuls. Tretiak fait partie de l'équipe type de la saison et il termine troisième du classement des meilleurs joueurs de la saison derrière Valeri Kharlamov et Vladimir Petrov, tous les deux joueurs du CSKA également. L'édition 1973 du championnat du monde se déroule entre le 31 mars et le 15 avril à Moscou. La première ligne de la sélection nationale issue du CSKA – Kharlamov, Petrov et Boris Mikhaïlov – fait des merveilles puisque l'URSS inscrit une moyenne de dix buts par rencontre. L'équipe inscrit ainsi 100 buts en dix victoires, n'en concède que 18 buts et finit premier du classement indiscuté.
En 1973-1974, le Krylia Sovetov détrône le CSKA quadruple champion en titre avec 11 points d'avance. Malgré tout, Tretiak est le meilleur gardien de la saison et finit également à la première place du classement des meilleurs joueurs de la saison. Avec 113 points, il devance son coéquipier, Mikhaïlov. Les Soviétiques remportent une nouvelle médaille d'or lors du championnat du monde 1974 avec neuf victoires et une défaite contre la Tchécoslovaquie. Tretiak est élu meilleur gardien du tournoi mais, il n'est présent que dans l'équipe B type du tournoi selon les journalistes, la première place étant remportée par le portier de la Suède Curt Larsson.
Deux ans après la rencontre entre joueurs canadiens de la LNH et ceux de l'URSS, une nouvelle série de rencontres est organisée en septembre 1974 : la Série du siècle 1974. Cette fois le Canada est représenté par les joueurs de l'Association mondiale de hockey, l'autre ligue majeure d'Amérique du Nord. Au cours des quatre premiers matchs joués au Canada, les deux équipes se neutralisent avec deux matchs nuls et une victoire pour chacune. À Moscou, les joueurs AMH sont totalement dépassés par Tretiak est ses coéquipiers puisqu'ils subissent trois défaites et ne parviennent à ramener qu'un seul match nul 4-4 lors de la septième rencontre,.
À la fin de la saison 1974-1975, le CSKA reprend le titre de champion de l'URSS en finissant devant le Krylia Sovetov avec huit points d'avance. Tretiak est toujours aussi dominant puisqu'il est une nouvelle fois élu meilleur joueur de la saison régulière avec 107 points contre 81 pour son coéquipier, Kharlamov. L'URSS est sacré champion du monde à l'issue du tournoi 1975 après un nouveau tournoi avec dix victoires en autant de rencontres ; le portier soviétique est élu dans l'équipe type du tournoi.
La saison 1975-1976 est disputée puisque le CSKA finit avec seulement deux points de retard sur le Spartak Moscou ; malgré cette deuxième place, Tretiak remporte son troisième titre de meilleur joueur de la saison devant Valeri Vassiliev joueur du Dinamo Moscou. Le championnat du monde 1976 se joue en Pologne et les Soviétiques se font surprendre d'entrée par les locaux qui s'imposent sur le score de 6-4 ; Tretiak ne commence pas le match mais remplace Aleksandr Sidelnikov après que celui-ci a accordé quatre buts. Une dizaine de jours plus tard, c'est au tour des joueurs de la Tchécoslovaquie de prendre le meilleur sur l'URSS sur la marque de 3-2. Une poule finale est jouée entre les quatre meilleures équipes de la première phase mais les Soviétiques perdent contre les Suédois, battent les Américains avant de faire match nul contre les Tchécoslovaques. Avec neuf victoires et un match nul, ces derniers sont sacrés champions du monde. L'année 1976 est un tournant pour le monde du hockey sur glace international : la fédération internationale décide en effet d'autoriser les joueurs professionnels à participer au championnat du monde.
Dans le même temps, Alan Eagleson, le président de l'Association des joueurs de la Ligue nationale de hockey, pousse à la création d'une nouvelle compétition internationale avant les débuts de la saison 1976-1977 de la LNH : la Coupe Canada 1976. Cependant du côté soviétique, des querelles internes font que l'équipe participant au tournoi ressemble plus à une équipe B et elle finit troisième du tournoi avec deux victoires, deux défaites et un match nul. Le CSKA reprend son titre de champion d'URSS à la fin de la saison 1976-1977 et Tretiak est élu meilleur gardien de la saison alors que le titre de meilleur joueur est décerné à Helmuts Balderis. Les Soviétiques ne parviennent pas à remporter le titre de champion du monde en 1977 qui revient une deuxième année de suite aux Tchécoslovaques.
Le CSKA accueille Viktor Tikhonov comme nouvel entraîneur pour la saison 1977-1978 ; il prend également le poste d'entraîneur de la sélection nationale grâce à son amitié avec Iouri Andropov, président du KGB. L'équipe est toujours menée offensivement par Vladimir Petrov et Boris Mikhaïlov qui terminent aux deux premières places du classement des pointeurs de la saison. Dans les buts Tretiak domine également le championnat en finissant deuxième meilleur joueur de la saison, derrière Mikhaïlov et devant Petrov alors que le CSKA s'offre un nouveau titre de champion d'URSS. Le championnat du monde a lieu à Prague et à l'issue de la première phase, l'URSS est deuxième du classement après avoir concédé une défaite contre le pays hôte. Les deux équipes se retrouvent lors du dernier match de la seconde phase pour une rencontre décisive pour le titre de champion du monde. L'URSS reprend ses droits sur la médaille d'or en battant l'équipe tchécoslovaque sur le score de 3-1.
Au milieu de la saison 1978-1979, la LNH et l'URSS s'entendent pour faire une nouvelle série de matchs amicaux : 1979 Challenge Cup. Tretiak et les Soviétiques s'inclinent dès le premier match sur la marque de 4-2. Le deuxième match est plus serré puisque les Soviétiques ne s'imposent que d'un but, 5-4, mais les joueurs de la LNH sont totalement dépassés lors du dernier match. En effet, alors que Tretiak est remplacé dans les buts par Vladimir Mychkine, l'URSS s'impose sur le score de 6-0. De retour en URSS, Tretiak et les joueurs du CSKA remportent le championnat et le portier de l'équipe est sélectionné dans l'équipe type à la fin de la saison.
L'édition 1979 du championnat du monde a lieu à Moscou mi-avril. Deux poules sont organisées avec quatre nations par poule et les Soviétiques finissent en-tête du groupe A avec trois victoires. Les deux meilleures nations de chaque poule s'affrontent ensuite, les résultats des matchs entre équipes qualifiées étant conservées, et chaque équipe joue cinq matchs dans cette seconde phase. L'équipe Soviétique survole cette phase avec six victoires et 52 buts pour. Tretiak est logiquement élu meilleur gardien du tournoi.
En février 1980, à Lake Placid aux États-Unis, Tretiak participe à ses troisièmes Jeux olympiques et comme lors de nombreux tournois internationaux depuis des années, les joueurs soviétiques se classent premiers de leur poule avec cinq victoires en autant de matchs. Ils jouent le deuxième tour avec la Finlande, les États-Unis et la Suède. Américains et Soviétiques s'opposent lors du premier match de la phase finale. Au cours de ce qui sera connue par la suite comme le Miracle sur glace, Tretiak commence la partie dans les buts mais après le premier tiers-temps, les deux équipes sont à égalité mais Viktor Tikhonov décide de le sortir pour faire entrer en jeu Vladimir Mychkine. Les Soviétiques perdent la rencontre, et avec la médaille d'or, sur le score de 4-3. Des années plus tard, Tretiak déclare ne pas avoir compris la décision de son entraîneur. Malgré cette défaite aux Jeux olympiques, Tretiak est sacré une nouvelle fois champion d'URSS avec le CSKA qui compte 13 points d'avance sur son dauphin, le Dinamo.
La saison 1980-1981 est encore couronnée de succès pour le CSKA  avec un titre de champion et un nouveau titre de meilleur joueur de la saison pour Tretiak. Il n'y a pas eu de championnat du monde en 1980 et l'édition 1981 a lieu en Suède. À la suite de la débâcle des Jeux de Lake Placid, Mikhaïlov a décidé de ne plus jouer avec l'équipe nationale. L'URSS peut compter sur sa « ligne KLM » qui monte en puissance : Vladimir Kroutov, Igor Larionov et Sergueï Makarov. Les Soviétiques finissent en tête de leur poule du premier tour avec des succès sans partage : 10-1, 8-1 et 8-2. La deuxième phase voit les équipes s'affronter deux fois mais l'URSS sort une nouvelle fois vainqueur invaincu avec quatre victoires et deux nuls. Tretiak est désigné meilleur gardien du tournoi alors que Peter Lindmark, le portier suédois, est désigné dans l'équipe type de la compétition.
La deuxième édition de la Coupe Canada se joue en septembre 1981. Au cours du premier tour, Tretiak et les Soviétiques se classent deuxième derrière le Canada, après une défaite 7-3. Au cours de cette défaite, Tretiak est laissé au repos au profit de Mychkine. Des demi-finales sont organisées ensuite et les deux équipes se qualifient pour la finale en éliminant la Tchécoslovaquie pour l'URSS et les États-Unis pour le Canada. Le Canada prend l'avantage numérique en réalisant douze lancers contre seulement quatre pour les Soviétiques mais aucun but n'est inscrit au cours de ce premier tiers-temps. La deuxième période tourne à l'avantage de l'URSS avec un premier but inscrit par Larionov au bout de cinq minutes de jeu. Le Canada revient au score trois minutes plus tard mais après trois nouvelles minutes, Sergueï Chepelev permet aux Soviétiques de reprendre l'avantage avec trois buts de suite inscrit à cheval sur la deuxième et troisième période. L'URSS s'impose finalement sur le score de 8-1 alors qu'avec huit buts en six rencontres, Tretiak est élu meilleur joueur de la compétition.
Un des meilleurs joueurs des séries, il attire les convoitise des équipes d'Amérique du Nord et finalement les Canadiens de Montréal le repêchent lors du repêchage d'entrée dans la Ligue nationale de hockey de 1983. Finalement, Tretiak ne jouera jamais pour l'équipe montréalaise, le gouvernement soviétique n'ayant pas autorisé le joueur à quitter le pays.
La saison 1983-1984 est une des meilleures du CSKA : l'équipe ne connaît qu'une seule défaite le soir du 21 avril 1984, 3-1 contre le SKA Leningrad. Le club de Tretiak remporte ainsi 43 des 44 dates et le classement des pointeurs est dominé par les joueurs du club de la capitale : Sergueï Makarov, Vladimir Kroutov, Nikolaï Drozdetski et Viatcheslav Fetissov. Tretiak est désigné meilleur gardien de la saison et termine derrière Drozdetsky au classement des meilleurs joueurs de la saison. Au cours de la saison, l'URSS participe au tournoi des Jeux olympiques et l'équipe termine en tête de sa poule avec cinq victoires en autant de parties et un but encaissé par match. Les deux meilleures équipes du groupe A, l'URSS et la Suède, affrontent par la suite au cours d'une poule finale les deux meilleures nations du groupe B, la Tchécoslovaquie et le Canada. Tretiak est une fois de plus impérial dans les buts en réalisant deux blanchissages 4-0 contre le Canada et 2-0 contre la Tchécoslovaquie,,.

### Après carrière

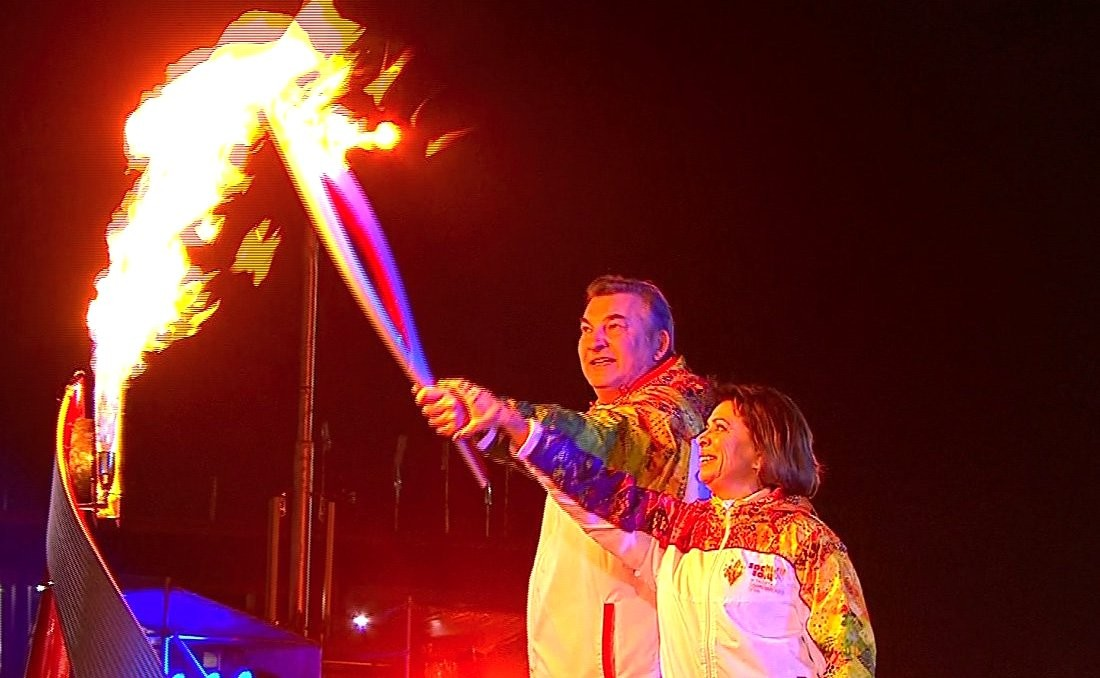
Tretiak et Irina Rodnina allument la vasque olympique lors de la Cérémonie d'ouverture des Jeux olympiques d'hiver de 2014.

Il joue le dernier match de sa carrière le 12 avril 1984 en participant à une rencontre avec l'URSS au cours de la Sweden Cup contre la Tchécoslovaquie. Tretiak souhaite alors quitter l'URSS pour connaître autre chose que le maillot du CSKA ou de l'URSS et quand il voit que les autorisées russes ne lui permettront jamais de tenter sa chance dans la LNH, il décide de prendre sa retraite. Au cours d'une interview qu'il donne quelque temps plus tard dans le Sovietskiy Sport, il explique qu'il s'est lassé de la vie de joueur de hockey sur glace soviétique, qu'il a fait tout ce qu'il devait pour son pays et que désormais, il souhaite se consacrer à sa femme Tatiana. En 2002, il avouera son énorme déception qu'après 15 ans au service de son pays, les autorités ne lui aient pas accordés de rejoindre la LNH et les Canadiens de Montréal.
À la suite de sa retraite, on lui remet l'ordre du Drapeau rouge du Travail (Орден Трудового Красного Знамени) et quatre ans plus tard, il écrit une autobiographie intitulée « Tretiak, The Legend ».
En 1989, il devient membre du Temple de la renommée du hockey de Toronto. Il est le premier joueur soviétique à intégrer le Temple et il devient membre de ce cercle très privé alors qu'il n'a pas joué un seul match dans la Ligue nationale de hockey. L'année suivante, Mike Keenan, l'engage en tant qu'entraîneur des gardiens des Blackhawks de Chicago. Il reste au sein de la franchise pendant près de 15 ans voyant passer des gardiens comme : Ed Belfour, Dominik Hašek ou encore Jocelyn Thibault. En 1997, il devient membre Temple de la renommée de la Fédération internationale de hockey sur glace (IIHF). En 2000, il est élu meilleur joueur soviétique du siècle. En 2004, il fait partie de la première promotion du Temple de la renommée du hockey russe.
En décembre 2003, en tant que représentant de la ville de Saratov et membre du parti Russie unie, il est élu à la Douma. Le 25 avril 2006, pour son 54e anniversaire, il est élu président de la Fédération de Russie de hockey sur glace ; il est réélu en février 2010.
Le 7 février 2014, à l'occasion des XXIIes Jeux olympiques d'hiver à Sotchi en Russie, il est l'un des deux derniers relayeurs de la flamme olympique en compagnie de Irina Rodnina

## Carrière politique
En 2021 il est candidat pour le parti de Vladimir Poutine « Russie Unie » aux élections de la Douma d'État.

## Statistiques

### En club
| Saison    | Équipe      | Ligue |    | PJ | V | D | Pr/N  | Min | BC   | Moy | % Arr | Bl | Pun |
| 1968-1969 | CSKA Moscou | URSS  | 3  |    |   |   | 180   | 2   | 0,67 |     |       |    |     |
| 1969-1970 | CSKA Moscou | URSS  | 34 |    |   |   | 2 040 | 76  | 2,24 |     |       |    |     |
| 1970-1971 | CSKA Moscou | URSS  | 40 |    |   |   | 2 400 | 81  | 2,03 |     |       |    |     |
| 1971-1972 | CSKA Moscou | URSS  | 30 |    |   |   | 1 800 | 78  | 2,6  |     |       |    |     |
| 1972-1973 | CSKA Moscou | URSS  | 30 |    |   |   | 1 800 | 80  | 2,67 |     |       |    |     |
| 1973-1974 | CSKA Moscou | URSS  | 27 |    |   |   | 1 620 | 94  | 3,48 |     |       |    |     |
| 1974-1975 | CSKA Moscou | URSS  | 35 |    |   |   | 2 100 | 104 | 2,97 |     |       |    |     |
| 1975-1976 | CSKA Moscou | URSS  | 33 |    |   |   | 1 980 | 100 | 3,03 |     |       |    |     |
| 1976-1977 | CSKA Moscou | URSS  | 35 |    |   |   | 2 100 | 98  | 2,8  |     |       |    |     |
| 1977-1978 | CSKA Moscou | URSS  | 29 |    |   |   | 1 740 | 72  | 2,48 |     |       |    |     |
| 1978-1979 | CSKA Moscou | URSS  | 40 |    |   |   | 2 400 | 111 | 2,78 |     |       | 2  |     |
| 1979-1980 | CSKA Moscou | URSS  | 36 |    |   |   | 2 160 | 85  | 2,36 |     |       | 2  |     |
| 1980-1981 | CSKA Moscou | URSS  | 18 |    |   |   | 1 080 | 32  | 1,78 |     |       | 2  |     |
| 1981-1982 | CSKA Moscou | URSS  | 41 | 34 | 4 | 3 | 2 295 | 65  | 1,70 |     | 6     | 0  |     |
| 1982-1983 | CSKA Moscou | URSS  | 29 | 25 | 3 | 1 | 1 641 | 40  | 1,46 |     | 6     | 2  |     |
| 1983-1984 | CSKA Moscou | URSS  | 22 | 22 | 0 | 0 | 1 267 | 40  | 1,89 |     | 4     | 2  |     |

### Carrière internationale
Il est le gardien le plus utilisé par l'équipe d'URSS avec 291 sélections pour les différentes rencontres internationales. Pour son dernier match sous les couleurs de l'équipe nationale, il réalise un blanchissage 2 à 0 contre la Tchécoslovaquie.
| Saison | Équipe | Ligue                       |    | PJ | V | D | Pr/N | Min | BC   | Moy | % Arr | Bl | Pun                             |  | Résultats |
| 1968   | URSS   | Championnat d'Europe junior | 1  |    |   |   | 20   | 1   | 3,00 |     | 0     |    | Médaille d'argent               |  |           |
| 1969   | URSS   | Championnat d'Europe junior | 2  |    |   |   |      |     |      |     |       |    | Médaille d'or                   |  |           |
| 1969   | URSS   | Tournoi des Izvestia        | 4  |    |   |   | 160  | 4   | 1,50 |     |       |    | Première place                  |  |           |
| 1970   | URSS   | Championnat d'Europe junior | 2  |    |   |   |      |     |      |     |       |    | Médaille d'or                   |  |           |
| 1970   | URSS   | Championnat du monde        | 6  |    |   |   | 215  | 4   | 1,12 |     |       |    | Médaille d'or                   |  |           |
| 1970   | URSS   | Tournoi des Izvestia        | 3  |    |   |   | 140  | 4   | 1,71 |     |       |    | Deuxième place                  |  |           |
| 1971   | URSS   | Championnat d'Europe junior | 3  |    |   |   | 180  | 5   | 1,67 |     |       |    | Médaille d'or                   |  |           |
| 1971   | URSS   | Championnat du monde        | 5  |    |   |   | 241  | 6   | 1,49 |     |       |    | Médaille d'or                   |  |           |
| 1971   | URSS   | Tournoi des Izvestia        | 3  |    |   |   | 140  | 3   | 1,29 |     |       |    | Première place                  |  |           |
| 1972   | URSS   | Jeux olympiques             | 4  |    |   |   | 240  | 10  | 2,50 |     |       |    | Médaille d'or                   |  |           |
| 1972   | URSS   | Championnat du monde        | 8  |    |   |   | 430  | 15  | 2,09 |     |       |    | Médaille d'argent               |  |           |
| 1972   | URSS   | Série du siècle             | 8  | 3  | 4 | 1 | 480  | 31  | 3,88 |     | 0     |    | -                               |  |           |
| 1972   | URSS   | Tournoi des Izvestia        | 3  |    |   |   | 160  | 7   | 2,63 |     |       |    | Première place                  |  |           |
| 1973   | URSS   | Championnat du monde        | 7  |    |   |   | 420  | 14  | 2,00 |     |       |    | Médaille d'argent               |  |           |
| 1973   | URSS   | Tournoi des Izvestia        | 3  |    |   |   | 180  | 4   | 1,33 |     |       |    | Première place                  |  |           |
| 1974   | URSS   | Championnat du monde        | 8  |    |   |   | 440  | 12  | 1,64 |     |       |    | Médaille d'argent               |  |           |
| 1974   | URSS   | Série du siècle             | 7  | 3  | 1 | 3 | 420  | 25  | 3,57 |     | 0     |    | -                               |  |           |
| 1974   | URSS   | Tournoi des Izvestia        | 14 |    |   |   | 743  | 40  | 3,23 |     |       |    | Deuxième place                  |  |           |
| 1975   | URSS   | Championnat du monde        | 8  |    |   |   | 449  | 18  | 2,41 |     |       |    | Médaille d'or                   |  |           |
| 1975   | URSS   | Tournoi des Izvestia        | 3  |    |   |   | 130  | 5   | 2,31 |     |       |    | Première place                  |  |           |
| 1976   | URSS   | Jeux olympiques             | 4  |    |   |   | 240  | 10  | 2,50 |     |       |    | Médaille d'or                   |  |           |
| 1976   | URSS   | Championnat du monde        | 10 |    |   |   | 577  | 19  | 1,98 |     |       |    | Médaille d'argent               |  |           |
| 1976   | URSS   | Coupe Canada                | 5  | 2  | 2 | 1 | 300  | 14  | 2,80 |     | 1     |    | Troisième place du premier tour |  |           |
| 1976   | URSS   | Tournoi des Izvestia        | 3  |    |   |   | 180  | 8   | 2,67 |     |       |    | Première place                  |  |           |
| 1977   | URSS   | Championnat du monde        | 9  |    |   |   | 482  | 17  | 2,12 |     |       |    | Médaille de bronze              |  |           |
| 1977   | URSS   | Tournoi des Izvestia        | 4  |    |   |   | 223  | 15  | 4,04 |     |       |    | Deuxième place                  |  |           |
| 1978   | URSS   | Championnat du monde        | 8  |    |   |   | 480  | 21  | 2,63 |     |       |    | Médaille d'or                   |  |           |
| 1978   | URSS   | Tournoi des Izvestia        | 3  |    |   |   | 180  | 6   | 2,00 |     |       |    | Première place                  |  |           |
| 1979   | URSS   | 1979 Challenge Cup          | 2  |    |   |   | 120  | 8   | 4,00 |     |       |    | -                               |  |           |
| 1979   | URSS   | Championnat du monde        | 7  |    |   |   | 407  | 12  | 1,77 |     |       |    | Médaille d'or                   |  |           |
| 1979   | URSS   | Tournoi des Izvestia        | 2  |    |   |   | 120  | 3   | 1,50 |     |       |    | Première place                  |  |           |
| 1980   | URSS   | Jeux olympiques             | 5  |    |   |   | 220  | 9   | 2,45 |     |       |    | Médaille d'argent               |  |           |
| 1980   | URSS   | Tournoi des Izvestia        |    |    |   |   | 180  | 2   | 0,67 |     |       |    | Première place                  |  |           |
| 1981   | URSS   | Championnat du monde        | 7  |    |   |   | 420  | 13  | 1,86 |     |       |    | Médaille d'or                   |  |           |
| 1981   | URSS   | Coupe Canada                | 6  | 5  | 0 | 1 | 360  | 8   | 1,33 |     | 0     |    | Première place                  |  |           |
| 1981   | URSS   | Tournoi des Izvestia        | 3  |    |   |   | 180  | 6   | 2,00 |     |       |    | Première place                  |  |           |
| 1982   | URSS   | Championnat du monde        | 8  |    |   |   | 464  | 19  | 2,46 |     |       |    | Médaille d'or                   |  |           |
| 1982   | URSS   | Tournoi des Izvestia        | 3  |    |   |   | 180  | 10  | 3,33 |     |       |    | Première place                  |  |           |
| 1983   | URSS   | Championnat du monde        | 7  |    |   |   | 420  | 4   | 0,57 |     |       |    | Médaille d'or                   |  |           |
| 1983   | URSS   | Tournoi des Izvestia        | 4  |    |   |   | 220  | 7   | 1,91 |     |       |    | Première place                  |  |           |
| 1984   | URSS   | Jeux olympiques             | 6  |    |   |   | 360  | 4   | 0,67 |     |       |    | Médaille d'or                   |  |           |

## Trophées et honneurs personnels

### CSKA Moscou
- Championnat d'URSS
  - 13 fois champion : en 1970, 1971, 1972, 1973, 1975, 1977, 1978, 1979, 1980, 1981, 1982, 1983 et 1984

- Coupe d'URSS
  - 2 fois vainqueur : en 1969 et 1973

- Championnat d'URSS des moins de 19 ans
  - Champion en 1969

### Sélection nationale
- Jeux olympiques
  -  Médaille d’or en 1972, 1976 et 1984
  -  Médaille d’argent en 1980

- Championnat du monde :
  -  Médaille d'or en 1970, 1971, 1973, 1974, 1975, 1978, 1979, 1981, 1982 et 1983
  -  Médaille d'argent en 1972 et 1976
  -  Médaille de bronze en 1977

- Championnat d'Europe :
  -  Médaille d'or en 1970, 1973, 1974, 1975, 1978, 1979, 1981, 1982 et 1983
  -  Médaille d'argent en 1971 et 1972 et 1976
  -  Médaille de bronze en 1977

- Championnat d'Europe junior
  -  Médaille d’or en 1969, 1970 et 1971
  -  Médaille d’argent en 1968

### Distinctions personnelles
- Meilleur gardien de la saison du Championnat d'URSS des moins de 19 ans en 1969
- Meilleur gardien du Championnat d'Europe junior 1971
- Meilleur gardien du Championnat du monde 1979
- 5 fois Meilleur joueur de la saison du Championnat d'URSS : en 1974, 1975, 1976, 1981 et 1983